# San Vicente, Vanegas
San Vicente är en ort i Mexiko.   Den ligger i kommunen Vanegas och delstaten San Luis Potosí, i den centrala delen av landet, 600 km norr om huvudstaden Mexico City. San Vicente ligger 1 721 meter över havet och antalet invånare är 255.
Terrängen runt San Vicente är huvudsakligen platt, men åt nordväst är den kuperad. Runt San Vicente är det mycket glesbefolkat, med 2 invånare per kvadratkilometer. San Vicente är det största samhället i trakten. Omgivningarna runt San Vicente är i huvudsak ett öppet busklandskap.